# Zygonoides
Genre
Zygonoides est un genre de la famille des Libellulidae appartenant au sous-ordre des anisoptères dans l'ordre des odonates. Il comprend quatre espèces relativement de grande taille.

## Répartition
Mis à part Zygonoides lachesis qui se retrouve à Madagascar, les espèces du genre sont présentes en Afrique continentale.

## Espèces du genre
- Zygonoides fraseri (Pinhey, 1955)
- Zygonoides fuelleborni (Grünberg, 1902)
- Zygonoides lachesis (Ris, 1912)
- Zygonoides occidentis (Ris, 1912)